# Alfred Thon
Alfred Max Carl Oscar Thon (* 9. Mai 1886 in Breslau; † 30. Januar 1952 in Braunschweig) war ein deutscher Maler, Zeichner und Kunstpädagoge.

## Leben
Alfred Thon war der Sohn eines im Eisenbahndienst tätigen Beamten, seine Großeltern waren Förster in Thüringen. Er besuchte das Gymnasium in Berlin-Wilmersdorf und studierte an der Staatlichen Kunstschule Berlin. Schließlich absolvierte er die Zeichenlehrerprüfung für höhere Schulen. Er setzte seine Studien mit kunstgeschichtlichen Vorlesungen an der Universität Berlin und an der Akademischen Hochschule für Bildende Künste in Berlin-Charlottenburg fort.
Nach dem Kandidatenjahr, das Thon am Fichte-Gymnasium verbrachte, wurde er dort 1926 Studienrat. 1929 wurde er an die Pädagogische Akademie Erfurt berufen und drei Jahre später an die Pädagogische Akademie Frankfurt am Main, wo er als Professor für Bildende Kunst lehrte. 1934 wechselte er mit der Verlegung der Hochschule nach Weilburg. Im Zuge des Zweiten Weltkriegs wurde Thon nach Braunschweig versetzt und lehrte wie in Weilburg an der dortigen Hochschule für Lehrerbildung Kunsterziehung und Werkunterricht. 1952 starb er in Braunschweig.
Thon war ein Anhänger der Wandervogelbewegung und Mitglied der Gruppen in Berlin-Steglitz und Wilmersdorf um Karl Fischer und Frank Fischer. Seine Erfahrungen beschrieb er in dem autobiografischen Aufsatz Geburt und Jugend des Wandervogels, der 1934 in dem von Will Vesper herausgegebenen Sammelband Deutsche Jugend erschien.

## Künstlerisches Wirken
Thon betätigte sich als Maler (Ölbilder und Aquarelle, vor allem Landschaften und Interieurmalerei), Zeichner, Illustrator, Scherenschnittkünstler und Papierkünstler. Von 1918 bis 1939 stellte er regelmäßig seine Werke in größeren Städten Deutschlands aus. Ab 1919 erschienen jährlich von ihm illustrierte Bücher. Bekannt wurde er vor allem durch die Illustration des Sammelbandes „Gesammelte Märchen“ von Hans Christian Andersen.

## Werke
- Gesammelte Märchen mit Aquarellen von Alfred Thon, Axel Juncker Verlag, 1919.[5]
- Landschaft bei Avignon (Frankfurt am Main, Städelsches Kunstinstitut, SG 1162), 1926, 193 × 280 mm, Aquarell[6].
- Oderlandschaft (Frankfurt am Main, Städelsches Kunstinstitut, SG 1163), 380 × 625 mm, Aquarell[7].
- Heime der Hitler-Jugend: 20 Farbdr. nach Aquarellen v. Prof. Alfred Thon. Hrsg. v. d. Reichsjugendführung der NSDAP, Skacel, 1940